# Berlin Rebels
I Berlin Rebels sono una squadra di football americano di Berlino, in Germania fondata nel 1987. Militano nella massima serie tedesca, la German Football League.
Fanno parte della polisportiva SC Charlottenburg.

## Dettaglio stagioni

### Tornei nazionali

#### Campionato

##### GFL
| Stagione | regular season | regular season | regular season | regular season | regular season | regular season | playoff | playoff | playoff | playoff | playoff | playoff          | playoff                  |
|          | Vin            | Par            | Per            | Tot            | PF             | PS             | Vin     | Per     | Tot     | PF      | PS      | risultato        | avversaria               |
| -------- | -------------- | -------------- | -------------- | -------------- | -------------- | -------------- | ------- | ------- | ------- | ------- | ------- | ---------------- | ------------------------ |
| 1992     | 4              | 0              | 8              | 12             | 215            | 383            | -       | -       | -       | -       | -       | -                | -                        |
| 1993     | 5              | 0              | 9              | 14             | 281            | 407            | -       | -       | -       | -       | -       | -                | -                        |
| 1994     | 4              | 0              | 10             | 14             | 288            | 395            | 1       | 0       | 1       | 40      | 7       | Non retrocessi   | Kiel Baltic Hurricanes   |
| 1995     | 4              | 0              | 8              | 12             | 306            | 314            | -       | -       | -       | -       | -       | -                | -                        |
| 2010     | 4              | 0              | 8              | 12             | 188            | 202            | 1       | 1       | 2       | 75      | 76      | Retrocessi       | Düsseldorf Panther       |
| 2012     | 6              | 1              | 7              | 14             | 371            | 258            | -       | -       | -       | -       | -       | -                | -                        |
| 2013     | 4              | 0              | 8              | 12             | 365            | 360            | -       | -       | -       | -       | -       | -                | -                        |
| 2014     | 2              | 0              | 10             | 12             | 174            | 495            | -       | -       | -       | -       | -       | -                | -                        |
| 2015     | 4              | 0              | 8              | 12             | 296            | 337            | -       | -       | -       | -       | -       | -                | -                        |
| 2016     | 10             | 1              | 3              | 14             | 494            | 315            | 0       | 1       | 1       | 14      | 24      | Quarti di finale | Schwäbisch Hall Unicorns |
| 2017     | 8              | 0              | 6              | 14             | 462            | 313            | 0       | 1       | 1       | 24      | 31      | Quarti di finale | Schwäbisch Hall Unicorns |
| 2018     | 11             | 0              | 3              | 14             | 367            | 211            | 0       | 1       | 1       | 5       | 6       | Quarti di finale | Frankfurt Universe       |
| 2019     | 8              | 0              | 6              | 14             | 387            | 302            | 0       | 1       | 1       | 24      | 45      | Quarti di finale | Schwäbisch Hall Unicorns |
| 2021     | 1              | 0              | 9              | 10             | 119            | 297            | -       | -       | -       | -       | -       | -                | -                        |
| 2022     | 3              | 1              | 6              | 10             | 348            | 371            | -       | -       | -       | -       | -       | -                | -                        |
| Totale   | 78             | 3              | 109            | 190            | 4661           | 4958           | 2       | 5       | 7       | 182     | 189     |                  |                          |

Fonti: Enciclopedia del Football - A cura di Roberto Mezzetti

##### 2. Bundesliga/GFL2
| Stagione | regular season | regular season | regular season | regular season | regular season | regular season | playoff | playoff | playoff | playoff | playoff | playoff      | playoff            |
|          | Vin            | Par            | Per            | Tot            | PF             | PS             | Vin     | Per     | Tot     | PF      | PS      | risultato    | avversaria         |
| -------- | -------------- | -------------- | -------------- | -------------- | -------------- | -------------- | ------- | ------- | ------- | ------- | ------- | ------------ | ------------------ |
| 1989     | 7              | 0              | 3              | 10             | 225            | 153            | -       | -       | -       | -       | -       | -            | -                  |
| 1990     | 8              | 1              | 1              | 10             | 284            | 137            | -       | -       | -       | -       | -       | -            | -                  |
| 1991     | 10             | 0              | 0              | 10             | 435            | 80             | -       | -       | -       | -       | -       | -            | -                  |
| 1996     | 11             | 0              | 1              | 12             | 409            | 193            | 0       | 2       | 2       | 30      | 59      | Non promossi | Berlin Adler       |
| 1997     | 9              | 1              | 2              | 12             | 305            | 119            | -       | -       | -       | -       | -       | -            | -                  |
| 1998     | 13             | 0              | 1              | 14             | 364            | 56             | 1       | 1       | 2       | 24      | 52      | Non promossi | Paderborn Dolphins |
| 2005     | 12             | 0              | 2              | 14             | 481            | 143            | -       | -       | -       | -       | -       | -            | -                  |
| 2006     | 4              | 1              | 6              | 11             | 107            | 167            | -       | -       | -       | -       | -       | -            | -                  |
| 2007     | 5              | 1              | 7              | 13             | 177            | 224            | -       | -       | -       | -       | -       | -            | -                  |
| 2008     | 6              | 0              | 8              | 14             | 205            | 337            | -       | -       | -       | -       | -       | -            | -                  |
| 2009     | 10             | 1              | 3              | 14             | 284            | 218            | -       | -       | -       | -       | -       | -            | -                  |
| 2011     | 6              | 1              | 3              | 10             | 267            | 161            | -       | -       | -       | -       | -       | -            | -                  |
| Totale   | 101            | 6              | 37             | 144            | 3543           | 1988           | 1       | 3       | 4       | 54      | 111     |              |                    |

Fonti: Enciclopedia del Football - A cura di Roberto Mezzetti

##### Verbandsliga (terzo livello)/Regionalliga
| Stagione | regular season | regular season | regular season | regular season | regular season | regular season | playoff | playoff | playoff | playoff | playoff | playoff   | playoff        |
|          | Vin            | Par            | Per            | Tot            | PF             | PS             | Vin     | Per     | Tot     | PF      | PS      | risultato | avversaria     |
| -------- | -------------- | -------------- | -------------- | -------------- | -------------- | -------------- | ------- | ------- | ------- | ------- | ------- | --------- | -------------- |
| 1988     | ?              | ?              | ?              | ?              | ?              | ?              | -       | -       | -       | -       | -       | -         | -              |
| 2003     | 8              | 0              | 6              | 14             | 294            | 274            | -       | -       | -       | -       | -       | -         | -              |
| 2004     | 9              | 0              | 1              | 10             | 255            | 115            | 1       | 0       | 1       | 7       | 6       | Promossi  | Troisdorf Jets |
| 2016     | 2              | 0              | 8              | 10             | 140            | 405            | -       | -       | -       | -       | -       | -         | -              |
| 2017     | 2              | 0              | 8              | 10             | 107            | 205            | -       | -       | -       | -       | -       | -         | -              |
| 2018     | 3              | 0              | 9              | 12             | 143            | 287            | -       | -       | -       | -       | -       | -         | -              |
| 2019     | 5              | 0              | 7              | 12             | 229            | 318            | -       | -       | -       | -       | -       | -         | -              |
| Totale   | 29+?           | 0+?            | 39+?           | 68+?           | 1168+?         | 1604+?         | 1       | 0       | 1       | 7       | 6       |           |                |

Fonti: Enciclopedia del Football - A cura di Roberto Mezzetti

##### Oberliga
| Stagione | regular season | regular season | regular season | regular season | regular season | regular season | playoff | playoff | playoff | playoff | playoff | playoff   | playoff         |
|          | Vin            | Par            | Per            | Tot            | PF             | PS             | Vin     | Per     | Tot     | PF      | PS      | risultato | avversaria      |
| -------- | -------------- | -------------- | -------------- | -------------- | -------------- | -------------- | ------- | ------- | ------- | ------- | ------- | --------- | --------------- |
| 2001     | 8              | 0              | 2              | 10             | 418            | 116            | -       | -       | -       | -       | -       | -         | -               |
| 2002     | 7              | 0              | 0              | 7              | 265            | 51             | 2       | 0       | 2       | 69      | 6       | Campioni  | Tollense Sharks |
| 2014     | 4              | 1              | 5              | 10             | 192            | 227            | -       | -       | -       | -       | -       | -         | -               |
| 2015     | 12             | 0              | 0              | 12             | 335            | 190            | -       | -       | -       | -       | -       | -         | -               |
| Totale   | 31             | 1              | 7              | 39             | 610            | 584            | 2       | 0       | 2       | 69      | 6       |           |                 |

Fonti: Enciclopedia del Football - A cura di Roberto Mezzetti

##### Landesliga
| Stagione | regular season | regular season | regular season | regular season | regular season | regular season | playoff | playoff | playoff | playoff | playoff | playoff   | playoff    |
|          | Vin            | Par            | Per            | Tot            | PF             | PS             | Vin     | Per     | Tot     | PF      | PS      | risultato | avversaria |
| -------- | -------------- | -------------- | -------------- | -------------- | -------------- | -------------- | ------- | ------- | ------- | ------- | ------- | --------- | ---------- |
| 2013     | 12             | 0              | 0              | 12             | 454            | 49             | -       | -       | -       | -       | -       | -         | -          |
| Totale   | 12             | 0              | 0              | 12             | 454            | 49             | -       | -       | -       | -       | -       |           |            |

Fonti: Enciclopedia del Football - A cura di Roberto Mezzetti

### Tornei internazionali

#### BIG6 European Football League
| Stagione | regular season | regular season | regular season | regular season | regular season | regular season | playoff | playoff | playoff | playoff | playoff | playoff   | playoff    |
|          | Vin            | Par            | Per            | Tot            | PF             | PS             | Vin     | Per     | Tot     | PF      | PS      | risultato | avversaria |
| -------- | -------------- | -------------- | -------------- | -------------- | -------------- | -------------- | ------- | ------- | ------- | ------- | ------- | --------- | ---------- |
| 2017     | 1              | 0              | 1              | 2              | 24             | 24             | -       | -       | -       | -       | -       | -         | -          |
| Totale   | 1              | 0              | 1              | 2              | 24             | 24             | -       | -       | -       | -       | -       |           |            |

Fonti: Enciclopedia del Football - A cura di Roberto Mezzetti

### Riepilogo fasi finali disputate
| Anno              | Luogo                | Evento | Fase del torneo  | Incontro                                 | Risultato |
| 16 settembre 2017 | Schwäbisch Hall      | GFL    | Quarti di finale | Schwäbisch Hall Unicorns - Berlin Rebels | 31 - 24   |
| 23 settembre 2018 | Francoforte sul Meno | GFL    | Quarti di finale | Frankfurt Universe - Berlin Rebels       | 6 - 5     |
| 21 settembre 2019 | Schwäbisch Hall      | GFL    | Quarti di finale | Schwäbisch Hall Unicorns - Berlin Rebels | 45 - 24   |

## Palmarès
- 3 Junior Bowl (1992, 1996, 2000)